# Szánkó a 2006. évi téli olimpiai játékokon
A 2006. évi téli olimpiai játékokon a szánkó versenyszámait a Cesana Pariol pályán rendezték meg február 11. és 15. között.
A férfiaknak két, a nőknek egy versenyszámban osztottak érmeket.

## Részt vevő nemzetek
A versenyeken 24 nemzet 108 sportolója vett részt.
- Argentína (ARG) (1)
- Ausztrália (AUS) (1)
- Ausztria (AUT) (10)
- Bulgária (BUL) (1)
- Csehország (CZE) (4)
- Dél-Korea (KOR) (1)
- Egyesült Államok (USA) (10)
- India (IND) (1)
- Japán (JPN) (5)
- Kanada (CAN) (10)
- Lengyelország (POL) (3)
- Lettország (LAT) (8)
- Moldova (MDA) (1)
- Nagy-Britannia (GBR) (2)
- Németország (GER) (10)
- Olaszország (ITA) (9)
- Oroszország (RUS) (10)
- Románia (ROU) (4)
- Svájc (SUI) (2)
- Szlovákia (SVK) (6)
- Szlovénia (SLO) (1)
- Tajvan (TPE) (1)
- Ukrajna (UKR) (6)
- Venezuela (VEN) (1)

## Éremtáblázat
(A rendező nemzet csapata eltérő háttérszínnel, az egyes számoszlopok legmagasabb értéke, vagy értékei vastagítással kiemelve.)
| A 2006. évi téli olimpiai játékok éremtáblázata szánkóban | A 2006. évi téli olimpiai játékok éremtáblázata szánkóban | A 2006. évi téli olimpiai játékok éremtáblázata szánkóban | A 2006. évi téli olimpiai játékok éremtáblázata szánkóban | A 2006. évi téli olimpiai játékok éremtáblázata szánkóban | Olimpia  |
| --------------------------------------------------------- | --------------------------------------------------------- | --------------------------------------------------------- | --------------------------------------------------------- | --------------------------------------------------------- | -------- |
|                                                           | Ország                                                    | Arany                                                     | Ezüst                                                     | Bronz                                                     | Összesen |
| 1.                                                        | Németország (GER)                                         | 1                                                         | 2                                                         | 1                                                         | 4        |
| 2.                                                        | Olaszország (ITA)                                         | 1                                                         | 0                                                         | 1                                                         | 2        |
| 3.                                                        | Ausztria (AUT)                                            | 1                                                         | 0                                                         | 0                                                         | 1        |
|                                                           |                                                           |                                                           |                                                           |                                                           |          |
| 4.                                                        | Oroszország (RUS)                                         | 0                                                         | 1                                                         | 0                                                         | 1        |
|                                                           |                                                           |                                                           |                                                           |                                                           |          |
| 5.                                                        | Lettország (LAT)                                          | 0                                                         | 0                                                         | 1                                                         | 1        |
|                                                           |                                                           |                                                           |                                                           |                                                           |          |
| Összesen                                                  | Összesen                                                  | 3                                                         | 3                                                         | 3                                                         | 9        |

## Érmesek
Címvédésre lehetett számítani a verseny kapcsán, hiszen a Salt Lake Cityben győztes Zöggeler most hazai pályán versenyzett. Az olasz ennek megfelelően az első két futamot meg is nyerte, és biztos előnnyel várhatta a másnapi futamokat. Noha a harmadik futamban az Európa-bajnok orosz Gyemcsenko pályacsúcsot ért el, Zöggelernek elég volt a befejező futamban egy biztonsági futamot menni, így megszületett az első hazai aranyérem. Georg Hackl háromszoros aranyérmes német versenyző csak a hetedik lett.
A szánkó párosok versenye két futamból állt (február 15.). Az elsőt a végső győztes osztrák páros nyerte, de a másodikban csak a második legjobb időt sikerült teljesíteniük. A végül ezüstérmet szerző német páros kiegyensúlyozottan versenyzett, mindkét futamban a harmadik helyen végeztek. A bronzérmes olaszok mindkét futamban csak az ötödikek lettek, de a többi páros a két futam közül legalább az egyiket nagyon elrontotta, így lehettek ők a harmadikok.
A női egyesben is négy futamot rendeztek, két egymást követő napon (február 13–14.), kettőt-kettőt. Óriási német fölény jellemezte a viadalt, más nemzetnek nem is jutott hely a dobogón. A végső győztes kiléte sem forgott nagy veszélyben, hiszen az első három futamot a német Otto nyerte. A negyedikben viszonylag nagy hátrányt szedett össze a végül ezüstérmes Kraushaar-ral szemben, de így is megőrizte első helyét. Hüfner változó teljesítménnyel, de végül biztosan szerezte meg a bronzérmet.
| A 2006. évi téli olimpiai játékok érmesei szánkóban |                                                   |          |                                                          |          |                                                                 |          |
| Versenyszám                                         | Arany                                             | Arany    | Ezüst                                                    | Ezüst    | Bronz                                                           | Bronz    |
| Férfi egyes                                         | Armin Zöggeler · Olaszország (ITA)                | 3:26,088 | Albert Gyemcsenko · Oroszország (RUS)                    | 3:26,198 | Mārtiņš Rubenis · Lettország (LAT)                              | 3:26,445 |
| Női egyes                                           | Sylke Otto · Németország (GER)                    | 3:07,979 | Silke Kraushaar · Németország (GER)                      | 3:08,115 | Tatjana Hüfner · Németország (GER)                              | 3:08,460 |
| Kettes                                              | Ausztria (AUT) · Andreas Linger · Wolfgang Linger | 1:34,497 | Németország (GER) · Andre Florschuetz · Torsten Wustlich | 1:34,807 | Olaszország (ITA) · Oswald Haselrieder · Gerhard Plankensteiner | 1:34,930 |